# Tomići (Bar)
Pour les articles homonymes, voir Tomići.
Tomići (en serbe cyrillique : Томићи) est un village du sud du Monténégro, dans la municipalité de Bar.

## Démographie

### Évolution historique de la population
| 1948 | 1953 | 1961 | 1971 | 1981 | 1991 | 2003 |
| ---- | ---- | ---- | ---- | ---- | ---- | ---- |
| 143  | 146  | 110  | 76   | 45   | 36   | 20   |